# Kościół Świętej Trójcy w Lesznej Górnej
Kościół Świętej Trójcy w Lesznej Górnej – kościół ewangelicko-augsburski w Lesznej Górnej, w województwie śląskim w Polsce. Należy do parafii ewangelicko-augsburskiej w Goleszowie.

## Historia
Do czasu podziału Śląska Cieszyńskiego pomiędzy Polskę i Czechosłowację w 1921 r., miejscowi wierni kościoła ewangelickiego korzystali z kaplicy położonej na cmentarzu w Lesznej Dolnej. Po zamknięciu granicy polscy luteranie utracili do niej dostęp. Uczęszczano do kościoła w Goleszowie, a pogrzeby odbywały się na cmentarzach w Dzięgielowie i Cisownicy.
Z inicjatywą budowy kościoła ewangelickiego w Lesznej Górnej wyszedł w latach 70. XX wieku proboszcz parafii ewangelicko-augsburskiej w Goleszowie, ksiądz Tadeusz Terlik. Na miejsce dla budowy kościoła wybrał tzw. Karasówkę, jednak do zakupu parceli nie doszło z powodów względów formalnych.
Starania kontynuował ksiądz Roman Dorda. Jeden z mieszkańców, Wilhelm Niedoba, zgodził się na przekazanie terenu w centrum miejscowości. W związku z tym w kwietniu 1996 r. powstał Komitet Budowy Kościoła w Lesznej Górnej. Uzyskano pozwolenie na budowę, a projekt świątyni został przygotowany przez architekta Karola Gasia. Poświęcenie placu budowy miało miejsce 19 października 1997 r., a prace rozpoczęto 3 sierpnia 1999 r.
Kamień węgielny poświęcił ksiądz biskup Paweł Anweiler 21 maja 2000 r. Dzwon na wieży, podarowany przez parafian z Golasowic, zainstalowano 28 października tego samego roku. Wtedy też zaczęto prowadzenie nabożeństw pogrzebowych, a pierwszy chrzest miał miejsce w styczniu 2004 r.
Poświęcenie nowo wybudowanego kościoła odbyło się 2 października 2005 r. W uroczystym nabożeństwie wziął udział biskup kościoła ksiądz Janusz Jagucki, biskup diecezji cieszyńskiej ksiądz Paweł Anweiler, ksiądz Jan Gross, proboszcz parafii w Goleszowie ksiądz Roman Dorda, proboszcz parafii rzymskokatolickiej ksiądz Henryk Lankfort oraz władze samorządowe.
Nabożeństwa w kościele odbywają się w każdą niedzielę i święta.